# Galina Timtjenko
Galina Viktorovna Timtjenko (Гали́на Ви́кторовна Ти́мченко), född 8 maj 1962 i Moskva, är en rysk journalist och chefredaktör för nättidningen Meduza.
Timtjenko studerade vid Moskvas medicinska institut nr 3. Åren 1997–1999 var hon redaktör vid tidningen Kommersant. 1999 anställdes hon vid den nyetablerade nättidningen Lenta.ru, där hon 2004 blev chefredaktör.
Den 12 mars 2014 sade ägaren Alexander Mamut upp Timtjenko och ersatte henne med Aleksej Goreslavskij. Samtidigt sade 39 andra medarbetare upp sig, varav 32 journalister och fem fotoredaktörer. Medarbetarna gjorde ett uttalande om att uppsägningen (som skedde vid tiden för Euromajdan och Krimkrisen) skedde på initiativ från Kreml för att göra om nättidningen till ett redskap för propagandan.
I oktober 2014 grundade Timtjenko, tillsammans med några kollegor från Lenta.ru, nättidningen Meduza, baserad i Riga. Timtjenko berättade för Forbes att de valde Lettland för att vara utom räckhåll för ryska myndigheter.